# Mimeresia moyambina
Mimeresia moyambina är en fjärilsart som beskrevs av George Thomas Bethune-Baker 1903. Mimeresia moyambina ingår i släktet Mimeresia och familjen juvelvingar. Inga underarter finns listade i Catalogue of Life.